# Don Revie
Don Revie (vero nome: Donald George Revie; Middlesbrough, 10 luglio 1927 – Edimburgo, 26 maggio 1989) è stato un calciatore e allenatore di calcio inglese, di ruolo attaccante.
Da calciatore, indossò le maglie di Leicester City, Hull City, Manchester City, Sunderland e Leeds United, ricoprendo il ruolo di seconda punta. Dopo il ritiro rimase al Leeds come allenatore, guidandolo dal 1961 al 1974, il periodo di maggior successo della squadra; in seguito allenò anche la nazionale inglese, fino al 1977.
Celebre la sua accesa rivalità con Brian Clough, è ricordato per il suo carattere scontroso motivo per il quale è nata la faida con l'ex tecnico di Derby County e Nottingham Forest.

## Carriera

### Giocatore
Nato a Middlesbrough il 10 luglio 1927, iniziò la carriera di calciatore con il Leicester City, nel 1944. Dopo cinque anni fu ceduto all'Hull City dietro corresponsione di ventimila sterline; quindi, nel 1951 passò al Manchester City per venticinquemila sterline. Dopo aver ottenuto con i citizens il riconoscimento di giocatore dell'anno (nel 1955) e aver alzato al cielo una FA Cup, passò al Sunderland nel 1956 (per ventiduemila sterline) e infine, nel 1958, fu ingaggiato dal Leeds United per dodicimila sterline.

### Allenatore

#### Il Leeds
Nel marzo del 1961, Revie fu assunto come allenatore-giocatore del Leeds. Dopo due anni di mediocrità, Revie riuscì a riportare la squadra in First Division al termine della stagione 1963-64. Nella stagione successiva la squadra, neopromossa, sfiorò la doppietta (double), perdendo la finale di FA Cup e mancando la vittoria in campionato a causa del peggior quoziente reti nei confronti del Manchester United. Nei successivi nove anni il Leeds, sotto la guida di Revie (che in quel periodo fu insignito dell'Ordine dell'Impero Britannico), raggiunse una certa notorietà sia a livello nazionale (vincendo due campionati, una FA Cup e una Coppa di Lega), sia a livello internazionale, trionfando in due edizioni della Coppa delle Fiere e raggiungendo nel 1973 la finale di Coppa delle Coppe (persa contro il Milan) e nel 1970 le semifinali di Coppa dei Campioni.

#### La nazionale inglese
Nel luglio del 1974, pochi mesi dopo aver guidato il Leeds alla vittoria del suo secondo titolo nazionale, Revie fu nominato commissario tecnico della nazionale inglese. Durante i tre anni sulla panchina della nazionale, Revie non riuscì a ottenere gli stessi risultati che ebbe a livello nazionale (fallì la qualificazioni agli Europei del 1976 e, di fatto, compromise quella ai Mondiali 1978), ritrovandosi spesso bersaglio di critiche da parte della stampa.

#### In Medio Oriente
Nel 1977 Revie si dimise dalla panchina della nazionale per accettare l'incarico di allenare la nazionale degli Emirati Arabi Uniti. La sua scelta diede il via ad alcune polemiche all'interno della federazione, che squalificò Revie per 10 anni (squalifica poi annullata in tribunale dopo un ricorso dello stesso Revie) con l'accusa di rovinare la reputazione del calcio inglese. Dopo tre anni Revie allenò l'Al-Nasr, quindi nel 1984 si insediò in Egitto sulla panchina dell'Al-Ahly di Il Cairo, che abbandonò dopo un anno.

### La morte e le critiche
Don Revie morì a Edimburgo il 26 maggio 1989 di sclerosi laterale amiotrofica, di cui era malato da due anni. Dopo la morte si inasprirono le critiche nei confronti dell'allenatore, già da tempo accusato di scarsa lealtà sportiva da alcuni colleghi (tra cui Brian Clough).
Negli anni successivi, però, la figura di Revie è stata rivalutata, nonostante le controversie, e ora è considerato uno dei migliori allenatori nella storia calcistica inglese (per questo fu introdotto nel 2004 nella Hall of Fame del calcio inglese); i tifosi del Leeds e alcuni suoi ex giocatori continuano a venerarlo: tanto che la tribuna della tifoseria più calda è intitolata allo stesso Revie.

## Palmarès

### Giocatore

#### Club
- Coppa d'Inghilterra: 1

Manchester City: 1955-1956

### Allenatore

#### Club

##### Competizioni nazionali
- Campionato inglese di seconda divisione: 1

Leeds: 1963-1964
- Coppa di Lega inglese: 1

Leeds: 1967-1968
- Campionato inglese: 2

Leeds: 1968-1969, 1973-1974
- Charity Shield: 1

Leeds: 1969
- Coppa d'Inghilterra: 1

Leeds: 1971-1972

##### Competizioni internazionali
- Coppa delle Fiere: 2

Leeds: 1967-1968, 1970-1971